# Григоренко Михайло Іванович
Миха́йло Іва́нович Григоре́нко (1750  — 23 лютого (7 березня) 1826 , Київ, Київська губернія, Російська імперія ) — київський купець 2-ї гільдії, діяч київського магістрату, війт Києва в 1815–1826 роках.

## Біографія
Походив із заможної купецької родини Григоренків зі Слобожанщини, представники якої належали до іменитих містян. Син Івана Григоренка, купця та члена магістрату. Про його освіту та купецьку діяльність замало відомостей. Перша письмова згадка припадає на 1797 рік, коли уклав контракт, за яким зобов'язався добудувати арсенал Києво-Печерської цитаделі і розібрати Вознесенську церкву. Роботи було завершено в 1803 році.
Обирається бурмистром у 1800 році. 1813 року спільно з війтом Пилипом Лакердою заснував банк на міські гроші. У квітні 1815 року затверджений Олександром І на посаді війта Києва. У 1816—1817 роках брав участь у зустрічі російського імператора Олександра I під час його приїздів до Києва.
У 1821 році почалася «справа Кравченка». Міщанин Василь Кравченко, який займався торгівлею м'ясом і постачав коней для армії, подав до губернського правління скаргу на членів магістрату. Претензії полягали в тому, що вибори, в порушення принципів магдебурзького права, було проведено з використанням не таємного, а відкритого голосування. У відповідь, на пропозицію війта, Кравченка виключено з міщанського стану. Проте останній і далі вишукував зловживання війта й членів магістрату. Була створена слідча комісія, за підсумками роботи якої в березні 1824 року було розкрито зловживання і розтрати громадських коштів на загальну суму в 1,5 млн карбованців. В результаті було виявлено зловживання Григоренка та його спільників Лакерди та Киселівського. Втім, сам Михайло Григоренко не дожив до завершення розслідування, оскільки помер у лютому 1826 року. Водночас ця справа дала змогу уряду імператора Миколи I активно втрутитися у справи магістрату та зрештою ліквідувати магдебурзьке право для Києва.
У розпал цих подій сам війт захищав інтереси мешканців Подолу, що постраждали в 1810-х роках від декількох пожеж, внаслідок чого не могли сплатити всілякі борги. Григоренко активно листувався з Київським губернським правлінням та Сенатом з цього приводу, але справа не була вирішена до 1827 року (на той час війт вже помер).
Помер у Києві 23 лютого (7 березня) 1826 року, похований на міському кладовищі.

## Сім'я
Дружина — Анастасія Йосипівна (1756).
Діти:
- Ірина (1775 – д/н)
- Пантелеймон (26.7.1776 — 18.6.1806) — купець. Був одружений з Софією Якимівною (Григорович-) Барською (1782)[4][5], онукою Івана Григоровича-Барського.
- Козьма (1781 — 1783)
- Марія (1784 — д/н)
- Марфа (1785 — д/н)
- Іван (1804 — 1805)
- Анастасія (1806 — н/д)